# Châteauponsac
Châteauponsac (tiếng Occitan: Chastél Ponçac) là một xã của tỉnh Haute-Vienne, thuộc vùng Nouvelle-Aquitaine, miền trung nước Pháp.